# Shon Seung-mo
Shon Seung-mo (Miryang, 1 de julho de 1980) é um jogador de badminton da sul-coreano.
Conquistou a medalha de prata nos Jogos Olímpicos de Verão de 2004 em Atenas.